# Ángel Pérez García
Ángel Pérez García (ur. 16 października 1957 w Madrycie, zm. 17 października 2019 tamże)  – hiszpański piłkarz występujący na pozycji obrońcy, zawodnik m.in. Realu Madryt, Realu Murcia i Elche CF, trener. Mistrz Hiszpanii i dwukrotny zdobywca Pucharu Króla z madryckim klubem.

## Kariera piłkarska
Pierwsze piłkarskie kroki stawiał w szkółce Realu Madryt, do której dołączył w wieku 16 lat. Zaczynał na pozycji skrzydłowego. Kiedy był członkiem drużyny juniorskiej Realu, prowadzący pierwszy zespół trener Miljan Miljanić pozwalał mu czasem trenować z jego piłkarzami. W latach 1977–1980 występował w drugoligowej filii Realu, Castilla CF. Pierwsze spotkanie na szczeblu profesjonalnym rozegrał w barwach Castilli 3 września 1978 w przegranej ligowej grze z AD Almería (1:2). W sezonie 1979/80 rywalizował jednocześnie w spotkaniach pucharowych w pierwszym zespole Realu. W oficjalnym meczu tego klubu zadebiutował w marcu 1980 w ćwierćfinale Pucharu Króla z CD Logroñés (2:0). Obie madryckie drużyny, Castilla i Real, spotkały się w tamtym sezonie w finale rozgrywek o trofeum monarchy (w którym García nie wystąpił), co spowodowało, że piłkarz ten zaliczył bezprecedensowe w skali świata osiągnięcie, zajmując w rozgrywkach pucharowych zarówno pierwsze, jak i drugie miejsce. Real zwyciężył 6:1.
W latach 1980–1981 był członkiem pierwszego zespołu Królewskich, grając na pozycji lewego obrońcy. Zadebiutował w ekstraklasie w kwietniu 1980 w zwycięskim meczu przeciwko Sportingowi de Gijón. W barwach Realu zdobył tytuł mistrza (1980) i wicemistrza (1981) kraju, rozgrywając 15 spotkań ligowych. W rozgrywkach Pucharu Europy Real dochodził w tych latach, odpowiednio, do półfinału i finału. García zasłynął występem przeciwko Hamburger SV w 1/2 finału Pucharu Europy 1979/80, gdy wyłączył z gry Kevina Keegana, czołowego wówczas piłkarza świata, dwukrotnego laureata Złotej Piłki. Real rywalizację o puchar kraju rozstrzygnął na swą korzyść również w 1982.
García w swojej karierze reprezentował także barwy Realu Murcia (w sezonie 1981/82 będąc wypożyczony z Madrytu oraz w latach 1985–1991) i Elche CF (1982–1985). Oba te zespoły występowały w tym czasie przemiennie na pierwszym i drugim poziomie ligowym. W Elche zaliczył 32 występy w ekstraklasie, w Murcii natomiast zagrał w 92 meczach tej klasy i zdobył jedną bramkę. Podczas gry w Elche tygodnik Don Balón wybrał go do jedenastki sezonu. Piłkarską karierę kończył w trzecioligowym CD Roldán.
Miał za sobą też grę w reprezentacjach Hiszpanii do lat 18 i do lat 21. Po zakończeniu profesjonalnej kariery występował jeszcze w drużynie weteranów madryckiego Realu.

## Statystyki kariery piłkarskiej
| Klub               | Sezon              | Liga               | Liga  | Liga   | Puchar | Puchar | Europa | Europa | Inne  | Inne   | Suma  | Suma   |
| Klub               | Sezon              | Liga               | Mecze | Bramki | Mecze  | Bramki | Mecze  | Bramki | Mecze | Bramki | Mecze | Bramki |
| ------------------ | ------------------ | ------------------ | ----- | ------ | ------ | ------ | ------ | ------ | ----- | ------ | ----- | ------ |
| Castilla CF        | 1978/79            | Segunda División   | 31    | 0      |        |        | —      | —      | —     | —      |       |        |
| Castilla CF        | 1979/80            | Segunda División   | 22    | 0      |        |        | —      | —      | —     | —      |       |        |
| Castilla CF        | Ogólnie            | Ogólnie            | 53    | 0      |        |        | —      | —      | —     | —      |       |        |
| Real Madryt        | 1979/80            | Primera División   | 5     | 0      |        |        | 2      | 0      | —     | —      |       |        |
| Real Madryt        | 1980/81            | Primera División   | 10    | 0      |        |        | 3      | 0      | —     | —      |       |        |
| Real Madryt        | 1981/82            | Primera División   | 0     | 0      |        |        | 1      | 0      | —     | —      |       |        |
| Real Madryt        | Ogólnie            | Ogólnie            | 15    | 0      | 4      |        | 6      | 0      | —     | —      |       |        |
| Real Murcia (wyp.) | 1981/82            | Segunda División   | 28    | 0      |        |        | —      | —      | —     | —      |       |        |
| Elche CF           | 1982/83            | Segunda División   | 38    | 3      |        |        | —      | —      | 2     | 0      |       |        |
| Elche CF           | 1983/84            | Segunda División   | 35    | 2      |        |        | —      | —      | 2     | 0      |       |        |
| Elche CF           | 1984/85            | Primera División   | 32    | 0      |        |        | —      | —      | 1     | 0      |       |        |
| Elche CF           | Ogólnie            | Ogólnie            | 105   | 5      |        |        | —      | —      | 5     | 0      |       |        |
| Real Murcia        | 1985/86            | Segunda División   | 37    | 0      |        |        | —      | —      | —     | —      |       |        |
| Real Murcia        | 1986/87            | Primera División   | 39    | 1      |        |        | —      | —      | —     | —      |       |        |
| Real Murcia        | 1987/88            | Primera División   | 37    | 0      |        |        | —      | —      | 2     | 0      |       |        |
| Real Murcia        | 1988/89            | Primera División   | 16    | 0      | 1      | 0      | —      | —      | —     | —      |       |        |
| Real Murcia        | 1989/90            | Segunda División   | 31    | 0      | 1      | 0      | —      | —      | —     | —      |       |        |
| Real Murcia        | 1990/91            | Segunda División   | 31    | 0      |        |        | —      | —      | —     | —      |       |        |
| Real Murcia        | Ogólnie            | Ogólnie            | 191   | 1      |        |        | —      | —      | 2     | 0      |       |        |
| CD Roldán          | 1991/92            | Segunda División B | 28    | 0      |        |        | —      | —      | —     | —      |       |        |
| Ogólnie w karierze | Ogólnie w karierze | Ogólnie w karierze | 420   | 6      |        |        | 6      | 0      | 7     | 0      | 435   | 6      |

## Kariera trenerska
García po zaprzestaniu aktywnej gry w piłkę rozpoczął pracę szkoleniową w UD Almería, w którym w latach 2004–2005 był koordynatorem zespołów młodzieżowych i trenerem czwartoligowej drużyny rezerw (UD Almería B). Później przez dwa lata (2005–2007) zatrudniony był jako nauczyciel kadry trenerskiej w akademiach dziecięcych madryckiego Realu w Ameryce Środkowej, Gwatemali i Panamie. W 2007 objął czwartoligowy  hiszpański klub Sangonera Atlético, wprowadzając go po roku pracy do Segunda División B, a następnie utrzymując go na tym szczeblu. W 2009 zmienił miejsce pracy na trzecioligowy Atlético Ciudad. Został z niego zwolniony po kilku miesiącach. Na początku 2011 przejął egipski Ittihad El Shorta, który w sezonie 2010/11 zajął w tabeli Egyptian Premier League czwarte miejsce. Hiszpan prowadził piłkarzy z Kairu także w kolejnych rozgrywkach, jednak sezon ligowy przed półmetkiem rywalizacji został anulowany po zamieszkach na stadionie w Port Saidzie. W latach 2012–2013 znów pracował jako instruktor trenerów w południowoamerykańskich szkołach Realu Madryt. Pod koniec 2013 podpisał obowiązujący od stycznia 2014 kontrakt z ekstraklasowym New Radiant SC z Malediwów, z którym rozstał się już w marcu, po dwóch miesiącach pracy.
Od maja 2014 do marca 2015 prowadził występujący w polskiej pierwszej lidze Piast Gliwice. Dokończył ligowy sezon 2013/14, w którym jego drużyna zajęła dwunaste miejsce; prowadził zespół w pięciu rozstrzygniętych spotkaniach, z których gliwiczanie wygrali trzy, raz zremisowali i raz przegrali. W kolejnym sezonie (2014/15) Piast pod wodzą Garcíi wygrał w lidze osiem razy, sześć razy zremisował i dziesięć razy przegrał. W Pucharze Polski dotarł do ćwierćfinału (zwycięstwo, remis i porażka w pierwszym meczu fazy 1/4), lecz został zwolniony z pracy przed spotkaniem rewanżowym, gdy zespół zajmował w tabeli dziesiąte miejsce. Już bez Garcíi Piast przegrał rewanż z Podbeskidziem Bielsko-Biała, a w ekstraklasie uplasował się na koniec sezonu na dwunastej pozycji. Łącznie Hiszpan poprowadził zespół w 33 oficjalnych spotkaniach, notując remisowy bilans gier przy 47–44 w bramkach. Dużą popularność podczas pracy w Polsce zdobył dzięki wykonywanym przez siebie w programie Paint i umieszczanym na Twitterze grafikom zawierającym ważne lub efektowne zwycięstwa Piasta z rywalami, z którymi wcześniej tej drużynie nie szło zbyt dobrze; grafiki te podpisywał hasłem resultados historicos.
Ostatnim prowadzonym przez Garcíę klubem był pierwszoligowy boliwijski Nacional Potosí, w którym zatrudniony był od września 2017 do lutego 2018. W Turnieju Zamknięcia (Torneo Clausura) sezonu 2017 jego zespół zajął ostatnie dwunaste miejsce, a w całych trzyrundowych mistrzostwach kraju 2016–17 miejsce ósme, dające prawo gry w Copa Sudamericana. Mimo słabych wyników, klub uznał Hiszpana za jednego z najlepszych trenerów, jacy przyjechali do Boliwii w tamtej dekadzie i twórcę podwalin pod aktualny zespół.

## Statystyki kariery trenerskiej
| Klub          | Od          | Do            | Ogółem | Ogółem | Ogółem | Ogółem | Ogółem |
| Klub          | Od          | Do            | M      | Z      | R      | P      | Zwy %  |
| ------------- | ----------- | ------------- | ------ | ------ | ------ | ------ | ------ |
| Piast Gliwice | 7 maja 2014 | 18 marca 2015 | 33     | 12     | 8      | 12     | 37,5%  |
| Łącznie       | Łącznie     | Łącznie       | 33     | 12     | 8      | 12     | 37,5%  |

## Życie prywatne
García był żonaty z Isabel. Miał dwóch synów, Angela i Antonia, oraz dwie córki, Susanę i Isabel. Miał też pięciu braci. Jeden z nich, José Pérez García (ur. 1948) również uprawiał futbol, grał w filialnej drużynie Atlético Madryt, a następnie w Realu Valladolid i Realu Murcia.
Ángel Pérez García zmarł z powodu guza mózgu w szpitalu w Madrycie dzień po swoich 62. urodzinach.

## Sukcesy

### Zawodnik
Castilla CF
- Puchar Króla Finał: 1979/80

Real Madryt
- Primera División Mistrzostwo: 1979/80
- Primera División Wicemistrzostwo: 1980/81
- Puchar Króla Zwycięstwo: 1979/80, 1981/82
- Puchar Europy Finał: 1980/81

Elche CF
- Segunda División Awans do Primera División: 1983/84

Real Murcia
- Segunda División Mistrzostwo i awans do Primera División: 1985/86

### Trener
Sangonera Atlético
- Tercera División Wicemistrzostwo i awans do Segunda División B[d]: 2007/08